# Halecium scutum
Halecium scutum is een hydroïdpoliep uit de familie Haleciidae. De poliep komt uit het geslacht Halecium. Halecium scutum werd in 1976 voor het eerst wetenschappelijk beschreven door Clark. 